# 道氏兇蟾魚
道氏兇蟾魚（学名：Daector dowi），為輻鰭魚綱蟾魚目蟾魚科的其中一種，分布於東太平洋區，從哥斯大黎加至秘魯Guayaquil灣海域，頭大身體短小，體黑褐色，腹部白色，魚鰭黑色，體長可達16公分，為底棲性魚類。